# Geophilus infossulatus
Geophilus infossulatus är en mångfotingart som beskrevs av Carl Graf Attems 1901. Geophilus infossulatus ingår i släktet Geophilus och familjen storjordkrypare. Inga underarter finns listade i Catalogue of Life.